# Planorbella trivolvis
Espèce
Statut de conservation UICN

 LC  : Préoccupation mineure
Planorbella trivolvis est une espèce de planorbes dont la coquille mesure jusqu'à 18 mm.
Comme les autres planorbes, cette espèce est appréciée en aquariophilie pour sa capacité à débarrasser l'aquarium des décompositions végétales ainsi que des algues.